# 마식령
마식령(馬息嶺)은 강원도 원산시와 법동군사이에 있는 고개이다. "말이 쉬어가는 고개"라는 뜻을 가지고 있으며 높이는 768m이다. 광복 당시 행정구역상으로는 함경남도 문천군 덕원면과 풍상면의 경계를 이루었다.

## 관련글
- 마식령산맥
- 마식령 스키장